# Жовточеревець
Жовточере́вець (Chlorocichla) — рід горобцеподібних птахів родини бюльбюлевих (Pycnonotidae). Представники цього роду мешкають в Африці на південь від Сахари.

## Види
Виділяють п'ять видів:
- Жовточеревець суданський (Chlorocichla laetissima)
- Жовточеревець конголезький (Chlorocichla prigoginei)
- Жовточеревець червоноокий (Chlorocichla falkensteini)
- Жовточеревець натальський (Chlorocichla flaviventris)
- Жовточеревець білогорлий (Chlorocichla simplex)

## Етимологія
Наукова назва роду Chlorocichla  походить від сполучення слів дав.-гр. χλωρος — блідо-зелений, жовтуватий і κιχλη — дрізд.